# Eupelmus juniperinus
Eupelmus juniperinus är en stekelart som beskrevs av Bolivar y Pieltain 1934. Eupelmus juniperinus ingår i släktet Eupelmus och familjen hoppglanssteklar. Inga underarter finns listade i Catalogue of Life.